# Peromyia rara
Peromyia rara är en tvåvingeart som beskrevs av Jaschhof 2004. Peromyia rara ingår i släktet Peromyia och familjen gallmyggor. Inga underarter finns listade i Catalogue of Life.